# Belejring af Karthago (Tredje Puniske Krig)
Belejringen af Karthago (149–146 f.Kr.) var det vigtigste slag under den Tredje Puniske Krig, der blev udkæmpet mellem Karthago og den Romerske Republik. Den bestod af den næsten tre år lange belejring af den karthagiske hovedstad, Karthago (lidt nordøst for nutidens Tunis). I 149 f.Kr. landede en stor romersk hær ved Utica i Nordafrika. Karthagerne håbede på at formilde romerne, men på trods af at karthagerne overgav alle deres våben, pressede romerne på for at belejre byen. Det romerske felttog led gentagne tilbageslag gennem 149 f.Kr., der kun var lindret af Scipio Aemilianus (en militærtribun (officer) i den romerske hær), som adskillige gange udmærkede sig. En ny romersk kommandant tog over i 148 f.Kr., og klarede sig lige så dårligt. Ved det årlige valg af romerske magistrater i begyndelsen af 147 f.Kr. var den offentlige opbakning til Scipio Aemilianus så overvældende, at de sædvanlige aldersbegrænsninger blev ophævet for at give ham mulighed for at blive udnævnt til kommandør i Afrika.
Scipios konsul-periode begyndte med to karthagiske succeser, men han strammede belejringen og påbegyndte opførelsen af en stor mole for at forhindre forsyninger i at nå Karthago via blokadebrydere. Karthagerne havde delvist genopbygget deres flåde, og den foretog et udfald, til romernes overraskelse. Efter en uafgjort træfning håndterede karthagerne deres tilbagetrækning dårligt og mistede mange skibe. Romerne byggede derefter en stor murstenskonstruktion i havneområdet, som dominerede bymuren. I begyndelsen af 146 f.Kr. iværksatte romerne deres endelige angreb, og i løbet af syv dage ødelagde de systematisk byen og dræbte dens indbyggere. Først på den sidste dag tog de fanger – 50.000, som blev solgt til slaveri. De tidligere karthagiske territorier blev efterfølgende den romerske provins Afrika med Utica som hovedstad. Der gik et århundrede, før stedet hvor Karthago havde ligget, blev genopbygget som en romersk by.